# 赫佩拉西奧區
6°06′32″S 76°55′26″W / 6.1090°S 76.9239°W
赫佩拉西奧區（西班牙語：Distrito de Jepelacio），是秘魯的一個區，位於該國中北部聖馬丁大區的莫約班巴省，始建於1921年10月26日，面積360平方公里，海拔高度1,040米，2005年人口16,723，人口密度每平方公里46人。